# Езерский, Вячеслав Викентьевич
Вячеслав Викентьевич Езерский (1 (13) апреля 1890 — 8 декабря 1963) — советский писатель, брат Милия Езерского. Член Всероссийского союза поэтов (1921).

## Биография
Вячеслав Езерский родился 1 (13) апреля 1890 года в Заславе (Изяслав). В 1906 году окончил гимназию в Виннице, а в 1913 году переехал в Москву. Посещал школу поэзии В. Брюсова. Участник Первой мировой войны, в гражданской войне не участвовал, так как уже имел проблемы со здоровьем. В 1921 году стал секретарём Наркомпроса, также работал деловодом в 6-й нотариальной конторе Москвы.
Писал преимущественно для детей: в 1923 году вышел сборник его сказок и рассказов «Улыбки солнца», а в 1929 году — стихотворные сборники «Озорной мячик», «Туки-туки-тук», «Красноармеец» и «Дождик — стеклянные ножки».
Последним его опубликованным произведением стал роман «Шевченко», изданный в 1931 году и посвящённый жизни поэта (от десятилетнего возраста до смерти). После издания романа Езерского обвинили в украинском буржуазном национализме, формализме, схематичности и упрощённости изображения художественного мира. Все его произведения (прозаические и поэтические), написанные позже, не вышли в печати. Оставил рукописные биографические повести про Ф. Лассаля, Х. К. Андерсена и У. Кармалюка.
Умер 8 декабря 1963 года в Москве.

## Работы
- Улыбки солнца (1923, Москва);
- Озорной мячик (1929, Москва);
- Стуки стуки стук (1929, Москва);
- Красноармеец (1929, Москва);
- Дождик — стеклянные ножки (1929, Москва);
- Шевченко (1931; Москва).